# Bran Van 3000

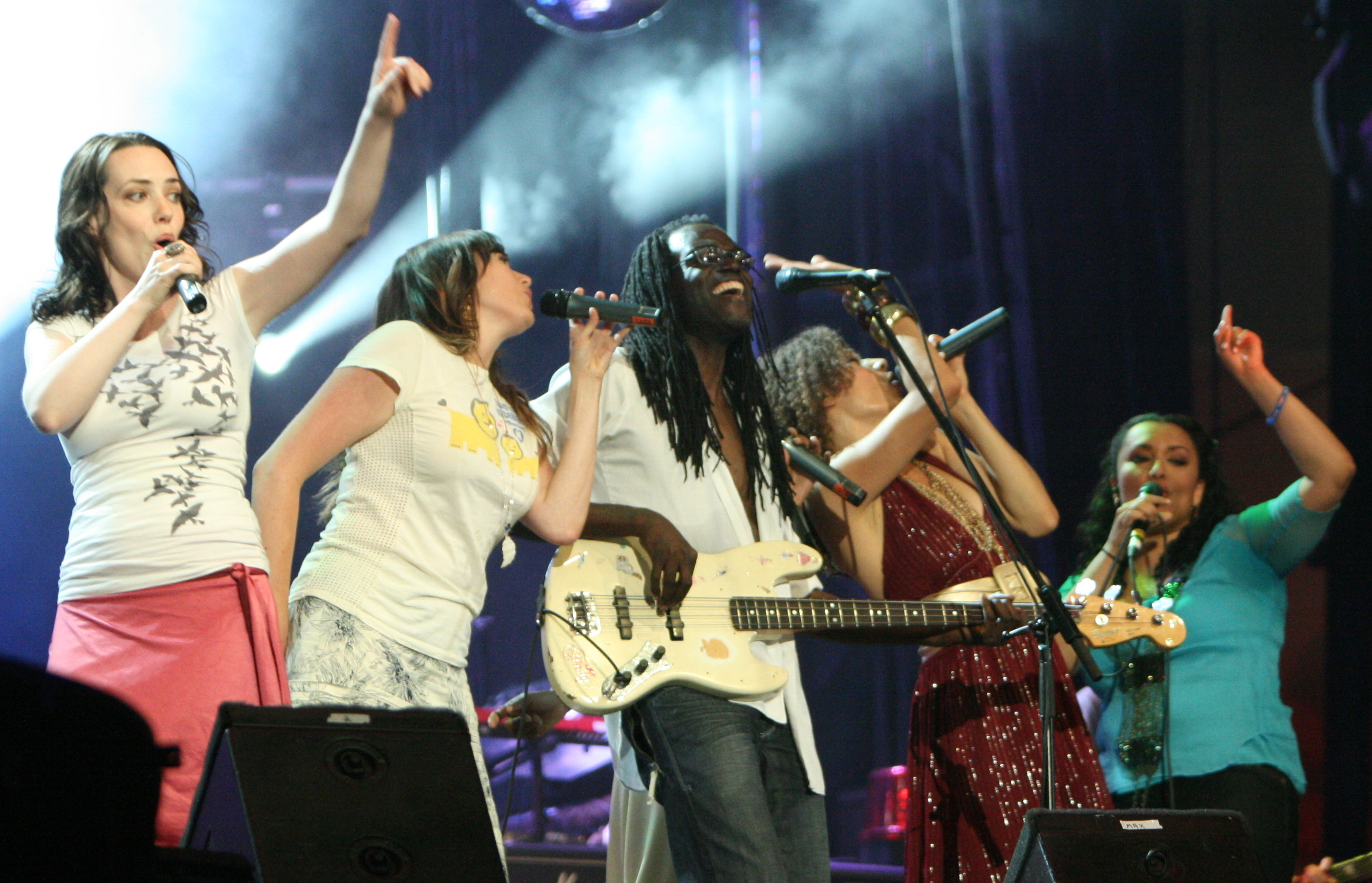
Bran Van 3000 in Montreal (2008)

Bran Van 3000 ist eine kanadische Musikgruppe, die im Genre Electronica anzusiedeln ist. Sie wurde von DJ James Di Salvio gegründet, der bei einigen Liedern mit Stephane Moraille, Sara Johnston, Jayne Hill, Jean Leloup und anderen Musikern zusammenarbeitete.

## Geschichte

### 1997–1999:Glee
Die Band brachte ihre erste und bekannteste Single Drinkin’ in L. A. im Februar 1997 bei dem kanadischen Label Audigram Records heraus. Zwei Monate später kam ihr erstes Album Glee mit 17 Titeln in Kanada heraus. Im März 1998 wurde das Album mit großen Veränderungen international veröffentlicht: Es enthielt nun 19 Titel. Das Lied Ceci n’est pas une chanson wurde zu einem Instrumentalstück mit dem Titel Une Chanson, in den zuvor ausschließlich französischen Titel Forest wurden einige englische Verse eingefügt und die zuvor unveröffentlichten Titel Rainshine, Carry On und Old School kamen hinzu.

### 2000–2001:Discosis
Im Jahr 2000 brachte Bandmitglied E. P. Bergen das Soloalbum Airport Lounge heraus. 2001 machte es ihm MC Stephen „Liquid“ Hawley nach und veröffentlichte sein Soloalbum Liquid Ltd. – Better Days.
Im Sommer 2001 brachte Bran Van 3000 unter der Mitarbeit von unter anderem Youssou N’Dour und Eek-a-Mouse ein weiteres Album, Discosis, heraus. Der Track Astounded kam zustande, als die Band den Musiker Curtis Mayfield ins Boot nehmen wollte. Der aber war kurz zuvor bereits verstorben; glücklicherweise gab es als Hinterlassenschaft unvollendete Tracks, die in den neuen Track flossen.

### 2002–2006: Ruhepause undSleeper
Im Jahr 2004 wurde ein neues Album angekündigt, doch laut der damaligen offiziellen Webseite branvan3000.com lag die Arbeit daran lange Zeit auf Eis. Anstelle eines neuen BV3-Albums erscheint das erste Soloalbum von Sängerin Sara Johnston namens Sleeper.

### 2006–2007:Rosé
Nach sechs Jahren Pause meldeten sich Bran Van 3000 im Herbst 2007 mit dem Album Rosé zurück, das am 30. Oktober in Kanada und am 27. November international veröffentlicht wurde. Die erste Single-Auskopplung, Call Me (I'll Be Around Medley), der erste Track von Rosé, kam bereits am 4. Oktober 2007 in Kanada heraus. Der Kopf des Künstlerkollektivs James Di Salvio und Sara Johnston waren laut den Informationen von „sd“ Ko-Produzenten des Albums und arbeiteten mit weiteren Künstlern zusammen, wie Fat Lip, Max a million, Swanza und anderen. Geschrieben wurde Rosé in Los Angeles, aufgenommen in den Studios von Depeche Mode und Steve Vai (Hollywood).

### 2010–2012:The Garden
Geprägt vom Tod seines Vaters, Bobby Di Salvio, brachte James das Künstler-Kollektiv ein viertes Mal zusammen. Am 19. Oktober 2010 veröffentlichten sie ihr bisher emotionalstes und erwachsenstes Album The Garden mit 15 neuen Titeln. Es erschien nur in Kanada, ebenso wie die erste Singleauskopplung, Grace (Love on the Block), vom 7. September.
Seitdem tourt Di Salvio mit Teilen der Band durch Kanada und arbeitet dabei auch bei alten Songs mit neuen Sängerinnen wie Miss Abi zusammen.
Die beiden Hauptsängerinnen Sara Johnston und Jayne Hill sind nicht mehr dabei. Dafür veröffentlicht Johnston 2011 aber ihr zweites Album Trespassing.

## Diskografie
Alben
- 1997: Glee (CA: Gold)
- 2001: Discosis
- 2007: Rosé
- 2010: The Garden